# NN-294
La carretera NN‑294 es una vía departamental secundaria ubicada en el municipio de Río Blanco, en el departamento de Matagalpa, Nicaragua. Esta ruta conecta la comunidad de Paiwas, en las cercanías de la NIC-21B, con el límite municipal de Bocana de Paiwas. Tiene una longitud total de 10.97 kilómetros y fue inaugurada en 2024 como parte del plan de mejoramiento vial rural del MTI.

## Trazado y cruces
La siguiente tabla muestra su recorrido, localidades y principales conexiones:
| km    | Localidad                                      | Departamento | Conexión / Ruta |
| ----- | ---------------------------------------------- | ------------ | --------------- |
| 0.0   | Escuela de Puente de Paiwas                    | Matagalpa    | NIC 21B         |
| 5.8   | Comunidad rural intermedia                     | Matagalpa    |                 |
| 10.97 | Límite municipal Río Blanco – Bocana de Paiwas | Matagalpa    |                 |

## Coordenadas
Uno de los tramos puede encontrarse cerca de Puente de Paiwas en: 13°03′26″N 85°13′22″O / 13.0572, -85.2227